# Смиланци
Смиланци или Смилянци (на македонска литературна норма: Смиланци) е село в източната част на Северна Македония, община Радовиш.

## География
Селото се намира в планината Плачковица, северно от общинския център Радовиш.

## История
В XIX век Смиланци е изцяло българско село в Радовишка кааза на Османската империя. Според статистиката на Васил Кънчов („Македония. Етнография и статистика“) от 1900 година Смилянци има 250 жители, всички българи християни.
В началото на XX век мнозинството от жителите на селото са под върховенството на Българската екзархия. По данни на секретаря на екзархията Димитър Мишев („La Macédoine et sa Population Chrétienne“) през 1905 година в Смилянци (Smiliantzi) има 344 българи екзархисти.
При избухването на Балканската война в 1912 година двама души от Смиланци са доброволци в Македоно-одринското опълчение. След Междусъюзническата война в 1913 година селото остава в Сърбия. През май 1914 година сръбските власти арестуват Мите Коцев, за да каже къде са скрити парите му, както и бившия кмет Георги Христов, а след дълги мъчения и двамата са убити. След седмица запалват къщата и убиват 10-годишния Васил и 7-годишната Невенка, а труповете им са хвърлени в кладенеца. Къщата е изгорена след ограбване на покъщината. На 25 февруари 1915 година жителите са изтезавани, а 10 от тях, сред които 50-годишния свещеник Георги Воларски и 50-годишния най-виден селски богаташ са заклани от сръбските окупатори.
Църквата „Свети Димитър“ е построена през 1920-те години.

## Личности
Родени в Смиланци
- Нада Ципушева (р. 1958), северномакедонски политик
- Спасе, деец на ВМРО[6]
- Стоян Георгиев (1892 – ?), македоно-одрински опълченец, Кюстендилска дружина, 1 рота на 7 кумановска дружина[7]
- Тодор, македоно-одрински опълченец, четата на Тодор Александров[8]
- Тодор Атанасов, български революционер, деец на ВМРО[9]

Починали в Смиланци
- Илия Дединчето (? – 1903), български революционер, войвода на ВМОРО
- Илия Маказлиев (? – 1903), български революционер
- Тихомир Владинов Атанасов, български военен деец, поручик, загинал през Втората световна война[10]